# حلزون‌ماهی نوزاد
حلزون‌ماهی نوزاد (نام علمی: Nectoliparis pelagicus) نام یک گونه از تیره حلزون‌ماهی است.